# مصطفى نجاري
مصطفى نجاري (مواليد 1951 بمدينة الدار البيضاء)، هو دراج مغربي، شارك في أولمبياد 1984.

## أنظر أيضا
- ماكس كوهين أوليفار

## روابط خارجية
- مصطفى نجاري على موقع أرشيف الدراجات (الإنجليزية)
- مصطفى نجاري على موقع إحصائيات الدراجات الإحترافية (الإنجليزية)
- مصطفى نجاري على موقع أوليمبيديا (الإنجليزية)